# Colombodesmus lygrus
Colombodesmus lygrus är en mångfotingart som beskrevs av Chamberlin 1923. Colombodesmus lygrus ingår i släktet Colombodesmus och familjen Chelodesmidae. Inga underarter finns listade i Catalogue of Life.